# Международный конкурс исполнителей в Вене
Международный конкурс исполнителей в Вене (нем. Internationale Musikwettbewerb in Wien) — международное соревнование исполнителей академической музыки, проходившее в Вене в 1932—1938 гг. Проводился среди вокалистов (каждый раз) и инструменталистов (в 1932 году состязались скрипачи, в 1933, 1936 и 1938 гг. пианисты).
В 1932 году выступления скрипачей оценивали Клеменс Краусс (председатель жюри), Енё Хубай, Джордже Энеску, Ян Кубелик, Арнольд Розе, Адольф Буш, Карл Флеш, Гжегож Фительберг, Бронислав Губерман, Эрих Кляйбер, Георг Куленкампф, Пьер Монтё, Эрика Морини, Йозеф Сук, Йожеф Сигети, Кароль Шимановский, Чезаре Нордио и другие значительные музыканты. Первую премию разделили Джоконда де Вито и Карой Сенаши, вторую Рикардо Однопозофф и Ролан Шарми, третью Антонио Абусси, Зигфрид Боррис и Марио Траверса, четвёртую Жинетт Невё и Ванда Луццато. У вокалистов первую премию разделили итальянское сопрано Клоэ Эльмо и польский бас Эдвард Бендер, вторую — сопрано Эрна Травиня из Латвии, баритоны Ежи Чаплицкий (Польша) и Роберт Шилтон (Румыния).
В 1933 году жюри, в состав которого входили Вильгельм Бакхаус, Фридрих Вюрер, Эмиль Зауэр, Альфред Корто, Мориц Розенталь, Эдуард Штойерман и другие выдающиеся исполнители, удостоило первой премии пианиста Болеслава Кона, второй премии — Дину Липатти и Тараса Микишу, третьей премии — француженку Иду Перен и австрийцев Терезу Трёстер и Петера Штадлена, четвёртой — Софию Гуревич из Латвии, дипломов с вручением серебряных медалей были также удостоены Анна Антониадес, Джина Бахауэр, Ольга Иливицка, Марыля Йонас, Юлиан фон Каройи, Ирена Колер, Карлроберт Крайтен, Жизель Кун, Юлиус Хайес, Дьёрдь Шандор, Жюльен Шардон и другие. У вокалистов жюри с участием Хелены Вильдбрунн, Люси Вайдт, Гертруды Фёрстель, Йозефа фон Мановарды, Ханса Духана объявило победительницей француженку Инес Ирму Жугле, второе место разделили Марианна Хармс и Филипп Гёпельт из Германии, третье — Тиха Турлитаки и Пепос Баксеванос из Греции, среди лауреатов была также Люцина Щепаньска.
В 1936 году конкурс пианистов ознаменовался триумфом советской исполнительской школы — по мнению Самуила Фейнберга, в силу присущего этой школе внимания к содержательной стороне исполнительства, а не только к техническому совершенству: из 130 участников первую премию получил Яков Флиер, вторую — Эмиль Гилельс; третью премию получила Моника де ла Брюшольри, среди других лауреатов были Иштван Ковач, Рена Джаноли, Кор де Грот, Витольд Мальцужинский, Дарио Раучеа, Ланс Доссор и Рита Шторх (Романи).
В 1937 году конкурс вокалистов выиграл болгарский певец Тодор Мазаров, заслужив высокую оценку со стороны возглавлявшего жюри Бруно Вальтера и ангажемент в Венской государственной опере.
В 1938 году конкурс проходил уже после аншлюса, под личным попечительством наместника Третьего Рейха Артура Зейсс-Инкварта. Первую премию у пианистов выиграл Джино Горини.